# 크림 아이스크림
아이스 크림, 아이 스크림(튀르키예어: Dondurmam Gaymak 돈두르맘 가이마크[*], '돈두르마(dondurma)'는 터키어로 '아이스크림'이라는 뜻이다)은 윅셀 악수(튀르키예어: Yüksel Aksu) 감독의 2005년 작 터키 코미디 영화이다. 이 영화에 출연한 유일한 전업 배우는 주인공 알리 역을 맡은 투란 외즈데미르(튀르키예어: Turan Özdemir)이며, 나머지 등장 인물들은 무을라(Muğla)의 주민이다.
이 영화는 2007년 제79회 아카데미상에서 외국어영화상 부문에 공식적으로 제출되었으나 노미네이트되지는 않았다.

## 시놉시스
터키 아나톨리아반도의 서남쪽에 있는 무을라의 조그만 동네에서 꼬마 자밀을 점원으로 고용해 수제 아이스크림 장사를 하는 알리(투란 외즈데미르 분)는 아이스크림 체인인 '만다'가 돈을 들여 광고를 내는 것에 부담을 느끼고 있다. 그래서 알리는 500리라를 들여 무을라 지역방송에 광고를 내게 된다. 어느 날 아이스크림 통이 달린 오토바이를 타고 이동하며 아이스크림 장사를 하던 알리가 잠시 한눈을 팔던 사이, 자밀의 형을 대장으로 하는 동네의 개구쟁이들이 알리의 오토바이를 훔쳐서 아이스크림을 마음껏 퍼 먹게 된다. 알리는 오토바이를 잃은 것에 분노하는 한편, '만다' 사람들이 오토바이를 도둑질한 것으로 의심한다.

## 수상
아카데미상에 제출된 것 외에 이 영화는 이스탄불 국제 영화제에서 심사위원 특별상 및 앙카라 영화제에서 심사위원 특별상, 관객상, 남우주연상(투란 외즈데미르)을 수상하였다.